# Янтарь (поезд)
«Янта́рь» — скорый фирменный поезд № 029Ч/030Ч РЖД Северо-Западного филиала АО «Федеральная пассажирская компания», курсирующий по маршруту Калининград — Москва — Калининград.
Время в пути до Калининграда составляет чуть более 20 часов, а обратно до Москвы - немногим более 19-ти.
Поезд отправляется с Белорусского вокзала и прибывает на Южный вокзал города Калининград.

## История
История поезда берет начало в 1964 году. Поезд следует через территории России, Белоруссии и Литвы, проезжая такие города как Вязьма, Смоленск, Минск, Вильнюс.

## Подвижной состав
Поезд формируется в Калининграде купейными вагонами производства немецкой фирмы Аммендорф (только штабной вагон), а также купейными и плацкартными вагонами ТВЗ. В состав поезда входят купейные вагоны на 36 мест, плацкартные вагоны на 54 места, штабной вагон и вагон-ресторан. Также к поезду цепляются почтово-багажные вагоны «Почта России».
В максимальной составности поезд имеет следующие вагоны:
- 1 СВ
- 7 купейных вагонов (в том числе 1 вагон с местом для лиц с ограниченными физическими возможностями)
- 7 плацкартных вагонов
- 1 вагон-ресторан

В советское время, а также в начале 2000-х годов поезд состоял из 18—20 вагонов. Впоследствии в связи со снизившимся пассажиропотоком состав поезда сократился.
Окраска поезда менялась несколько раз, но в ней всегда присутствовало сочетание жёлтого и синего цветов. С 2010 года вагоны поезда постепенно, в ходе ТО и КР, перекрашивались в стандартную корпоративную окраску РЖД. В настоящее время все вагоны имеют корпоративную серую окраску. Также постепенно выведены вагоны Аммендорф.
На протяжении всего маршрута поезд несколько раз менял локомотивы до 2021 года. До 12 сентября 2017 года схема тяговых плеч поезда включала в себя перецепки локомотивов в Орше (ЭП20/ЧС4Т), Минске-Пассажирском (ЧС4Т/ТЭП70БС), Вильнюсе (ТЭП70БС/ТЭП70) и Кибартае или Чернышевском (литовский/российский ТЭП70). С 13 сентября 2017 по 8 декабря 2018 года, в связи с открытием контактной сети на участке Молодечно - Науйойи-Вильня, перецепка в Минске была убрана из схемы тяговых плеч. С 9 декабря 2018 года была введена перецепка в Кяне в связи с введением запрета Литовскими железными дорогами на въезд белорусских ЧС4Т вглубь территории Литвы дальше Кяны.
В настоящее время поезд следует до  Границы с Литвой без смены локомотивов на одном ЭП20 из Москвы, что подтверждается графиком движения. 

## Происшествия
21 сентября 2009 около 5 часов утра при следовании по территории Литвы, недалеко от Вильнюса, загорелся тепловоз ТЭП60, принадлежащий Литовским железным дорогам, ведущий поезд «Янтарь» сообщением Москва-Калининград. Пострадавших нет, Задержка поезда составила 3 часа.
3 ноября 2013 года в 22:45 на железнодорожном переезде станции Олехновичи в Молодечненском районе Минской области поезд «Янтарь» столкнулся с автомобилем марки «Мерседес», выехавшим на переезд на запрещающий сигнал светофора. В результате автомобиль оказался зажат между вагонами поезда и локомотивом, следовавшим по нечетному пути во встречном направлении с грузовым поездом. Погибли 3 человека, находившиеся в автомобиле. Пассажиры поезда и локомотивная бригада не пострадали. Тепловозы получили незначительные повреждения и смогли продолжить движение самостоятельно.
20 мая 2017 года в 2:30 на перегоне Славное — Толочин Белорусской железной дороги по вине нетрезвого пастуха бесконтрольно пасущееся стадо коров вышло на железнодорожные пути, и не менее пяти из них были сбиты насмерть электровозом ЭП20-036 с фирменным поездом № 30 «Янтарь» сообщением Калининград — Москва. В результате электровоз получил незначительные повреждения, а поезд № 30 прибыл в Москву с опозданием на 4 часа.